# Heinrich Keese
Heinrich Keese (18 de abril de 1918 - 27 de maio de 2006) foi um oficial alemão que serviu no Deutsches Heer durante a Segunda Guerra Mundial. Foi condecorado com a Cruz de Cavaleiro da Cruz de Ferro com Folhas de Carvalho.

## Condecorações
| Cruz de Ferro (1939) 2ª Classe                                   | 13 de julho de 1941   |
| Cruz de Ferro (1939) 1ª Classe                                   | 6 de junho de 1942    |
| Distintivo de Feridos (1939) em Preto                            |                       |
| Distintivo de Feridos (1939) em Prata                            |                       |
| Distintivo de Feridos (1939) em Ouro                             |                       |
| Cruz Germânica em Ouro                                           | 3 de janeiro de 1944  |
| Distintivo de Honra do Exército                                  | 27 de julho de 1944   |
| Cruz de Cavaleiro da Cruz de Ferro                               | 20 de outubro de 1944 |
| Cruz de Cavaleiro da Cruz de Ferro com Folhas de Carvalho nº 805 | 28 de março de 1945   |